# Монреалска фондова борса
Монреалската фондова борса (френски: Bourse de Montréal, английски: Montreal Exchange или MX, преди това Montreal Stock Exchange (MSE)) е фючърсна борса, намираща се в Монреал.
На нея се търгуват фючърсни договори и опции на ценни книжа, индекси, валути, ТБФ, енергия и лихвени проценти. От 1965 г. тя се намира в Кулата на фондовата борса (Tour de la Bourse) – третата най-висока сграда в Монреал. Притежавана е от базираната в Торонто TMX Group.

## История

### Фондова борса Монреал (1872 – 1982)
Първото търгуване в Канада започва през 1832 г. с неофициална фондова търговия в Exchange Coffee House в Монреал. През 1872 Лорн МакДъгал заедно с неговите братя Хартланд Клер МакДъгал и Джордж Гембъл МакДъгал, Джеймс Бърнет и Франк Бонд са движещата сила зад създаването на борсата (тя носи името Montreal Stock Exchange до 1982, когато то става Montreal Exchange). Държателите на дялова гласуват Лорн МакДъгал за своя първи Председател на ръководната комисия, позиция, която той държи до неговото оттегляне поради здравословни причини през 1883.
По време на Първата световна война Канада става независима от лондонския пазар, и макар че заради съдействието си във военните усилия канадската икономика е силно затегната, монреалският пазар преминава през период на сериозен растеж, достигайки 3,5 милиона долара.
При кризата от 1929 г. Монреал е „ударен“ особено силно. През 1934, поради множество фактори, Фондовата борса на Торонто изпреварва Монреалската. Все пак позицията на Монреалската фондова борса по отношение на канадската икономика се възстановява, като чак през средата на 1970-те години. Торонто става метрополиса на Канада, след повече от десетилетие на политически проблеми в Монреал.

### Загуба на позиции
На 13 февруари 1969 г. терористичната група Фронт за освобождение на Квебек, за която Монреалската фондова борса олицетворява „бастион на англо-канадската сила“, поставя бомба в сградата на борсата, която гръмва откъм североизточната стена и причинява нараняването на 27 души.
В допълнение към притесненията за сигурността езикът става основен проблем през 1970-те години в Канада. През 1977 г. управлението на провинция Квебек приема Харта за Френския език, според която работният език на Квебек ще бъде френският. При положение, че по-голяма част от бизнесите на Канада процедират на английски, това има моментален ефект на преместване на основните компании към Фондовата борса на Торонто, където те могат да работят на английски.

### От 1982 г. до днес
В края на 2001 г. борсата завършва успешно миграцията си към напълно автоматизирана система на търгуване, ставайки първата традиционна борса в Северна Америка, която успява да направи тази трансформация.
На 10 декември 2007 г. TSX Group съобщава, че ще придобие Montreal Exchange Inc. за 1,31 млрд. канадски долара.. Придобиването приключва на 1 май 2008 г. и корпорацията се преименува на TMX Group Inc.
На 9 февруари 2011 Лондонската фондова борса съобщава, че има договореност за сливането с TMX Group, но на 29 юни LSEG и TMX прекратяват плановете за сливане, след като става ясно, че то няма да получи одобрението на необходимите 2/3 мнозинство от притежателите на дялове на TMX.